# Anton Dațko
Anton Dațko (n. 24 mai 1983, Busk, RSS Ucraineană, URSS) este un scrimer ce a reprezentat Ucraina. A participat la competiții asociate Jocurilor Olimpice în care a câștigat o medalie de aur.